# التكنولوجيا التحليلية العملية
وُصفت التكنولوجيا التحليلية العملية من قبل إدارة الغذاء والدواء على أنها آلية لتصميم وتحليل والتحكم بعلميات الصناعات الصيدلانية والدوائية من خلال قياس عوامل العمليات الحرجة (بالإنجليزية: Critical Process Parameters CPP)‏ والتي تؤثر في الصفات الحرجة للجودة (بالإنجليزية: Critical Quality Arribute)‏.   
تعتمد هذه الآلية على فهم عمليات الصناعات الصيدلانية من خلال تحديد الصفات الحرجة للجودة الخاصة بتلك العمليّة، وبالتالي تتم مراقبة هذه العمليات والتحكم بها في حينه وهكذا تصبح أكثر كفاءة في الاختبار وفي نفس الوقت يتم تقليل الإفراط في المعالجة، وتعزيز الاتساق وتقليل نسبة الإنتاج المرفوض. لقد حددت المؤسسة العامة للغذاء والدواء إطارًا تنظيميًا لتنفيذ التكنولوجيا التحليلية العملية. ومع هذا الإطار ستحاول مؤسسة الغذاء والدواء تعزيز الصناعات الدوائية لتحسين العملية الإنتاجية.
بشكل عام، تعد مبادرة تكنولوجيا التحليل العملية من إدارة الغذاء والدواء (الولايات المتحدة) موضوعا واحدا فقط ضمن المبادرة الأوسع نطاقا «ممارسات التصنيع الجيدة الحالية الصيدلانية للقرن الحادي والعشرين: نهج قائم على المخاطر».

## الأساسيات
يستخدم مصطلح تكنولوجيا تحليل العملية لوصف تغيرات أوسع في الصناعات الصيدلانية من تصنيع دفعات بشكل ثابت إلى استخدام نهج أكثر ديناميكية. وهذا يشمل تحديد معاملات العوامل الحرجة  للمعدات المستخدمة في صناعة المنتج، والتي تؤثر على الصفات الحرجة لجودة المنتج، ومن ثم ضبط هذه المعاملات ضمن حدود محددة. وهذا يتيح للمصنعين إنتاج منتجات بجودة متسقة ثابتة ويساعد أيضا في تقليل الخسائر والتكلفة الإجمالية. تقدم هذه الالية تقنيات التصنيع المستمرة لإنتاج منتجات بنفس الجودة وتقليل الهدر والحد من الخسائر.  يعد التحكم بعمليات مستقرة عند استيعاب مفهوم المصب والمنبع مهمة أسهل لأن تكرار نفس السبب الأكثر شيوعا يسهل تحديده ومراقبته.

## العوامل
إنه لمن المقبول اعتبار أن المواد الخام المستخدمة في تصنيع المنتجات الصيدلانية التي قد تختلف في بعض صفاتها، مثل: نسبة الرطوبة، التركيب البلوري إلخ. وأيضا من المقبول معرفة أن معدات التصنيع لا تعمل دائما بنفس الطريقة بسبب التفاوت المتأصل للمعدات وأجزائها. لذلك فإنه من المنطقي القول أن التنوع في المواد الخام المقترنة بعمليات الدفعات الثابتة مع التباين المتأصل في معدات هذه العملية ستنتج منتجات متباينة. وهذا على أساس أن عمليات الدفعات الثابتة تنتج منتجات باتباع طريقة ثابتة ونقاط ضبط ثابتة. مع وضع هذا في عين الاعتبار، فإن محرك التكنولوجيا تحليل العملية تهدف للحصول على عملية تصنيع ديناميكية تعوض عن التباين بين المواد الخام والمعدات للتمكن من الحصول على منتجات متماثلة.

## تنفيذ تكنولوجيا تحليل العملية
التحدي الحالي لتطبيق تكنولوجيا تحليل العملية من قبل شركات تصنيع الأدوية هو معرفة الخطوة الأولى وكيفية البدء. وتتمثل المشكلة الشائعة باختيار عملية معقدة والخوض في التحدي المتمثل بجمع وتحليل البيانات.
تعمل المعايير التالية كإطار لنجاح النشرات والبرامج التجريبية للتكنولوجيا التحليلة العملية: (من عمليات التكنولوجيا التحليلية العملية التمهيدية)
1. اختيار عملية بسيطة
2. فهم جميع التفاصيل والفروق الدقيقة للعملية بشكل جيد
3. تحديد البيانات الممكن جمعها بسهولة والوصول اليها من خلال الاجهزة المتوافرة حاليا
4. معرفة الفترات الزمنية المناسبة لجمع تلك البيانات
5. تقييم الأدوات المتوافرة لقراءة البيانات ومزامنتها

## أدوات تكنولوجيا تحليل العملية
من أجل تنفيذ مشروع ناجح للتكنولوجيا التحليلية العملية، يجب الجمع بين ثلاثة أدوات خاصة  بالتكنولوجيا تحليل العملية:
1. أدوات الحصول على البيانات وتحليل البيانات متعددة المتغيرات: عادة ما تكون حزم البرامج المتقدمة التي تساعد في تصميم التجارب وجمع البيانات الأولية والتحليل الإحصائي لهذه البيانات من أجل تحديد العوامل الحرجة  للعمليات.
2. أدوات كيمياء تحليل العملية: تستخدم لقياس تلك المعاملات التي تم تعريفها على أساس صفات الجودة الحرجة، وتشمل بشكل أساسي مطياف الأشعة تحت الحمراء، ولكنها تشمل أيضا أجهزة الاستشعار الحيوية، ومطياف رامان، والألياف البصرية وغيرها.
3. أدوات التحسين المستمر و/ أو إدارة المعرفة: الأنظمة الورقية أو حزم البرامج الي تجمع بيانات مراقبة الجودة المكتسبة بمرور الوقت لعمليات محددة بهدف تحديد نقاط الضعف في العملية وتنفيذ مبادرات تحسين لهذه العملية ومراقبتها. قد تكون هذه المنتجات متماثلة أو منفصلة عن أدوات التحليل الإحصائي أعلاه.

أدوات الحصول على البيانات وتحليل البيانات متعددة المتغيرات: عادة حزم البرامج المتقدمة الي تساعد في تصميم التجارب، وجمع البياناتالأولية والتحليل الإحصائي لهذه البيانات من أجل تحديد المعاملات CPP.

## الأهداف على المدى الطويل
أهداف المدى الطويل للتكنولوجيا التحليلية العملية هي:
1. تقليل مدة الدورة الإنتاجية
2. منع رفض الدفعات
3. التمكن من إصدار المنتجات في الوقت المطلوب
4. زيادة التلقائية والتحكم في التصنيع
5. تطوير استخدام الطاقة والمواد
6. تسهيل المعالجة المستمرة